# Seznam školských zařízení v Karlových Varech
Toto je seznam školských zařízení ve městě Karlovy Vary.

## Mateřské školy
V roce 2005 bylo sloučeno původních 17 veřejných mateřských škol do dvou příspěvkových organizací.

### Veřejné MŠ
- 1. Mateřská škola Karlovy Vary, Komenského 7, příspěvková organizace (web)
  - Komenského 7 (MŠ Barevná školka)
  - Krymská 10 (MŠ Studánka)
  - Krymská 12 (Zdravá MŠ)
  - U Brodu 73 (MŠ Kopretina)
  - Mozartova 4 (MŠ Na kopečku)
  - Emy Destinové 1 (MŠ Cestička)
  - Východní 6 (MŠ Sluníčko)
  - Hornická 66 (MŠ Šikulové)
  - Lesní MŠ Duběnka svou činnost zahájila v roce 2018 na základě intenzivní spolupráce s Ekocentrem Kozodoj, z.s. Převážná část aktivit této MŠ probíhá za každého počasí v přírodě.[2]
- 2. Mateřská škola Karlovy Vary, Krušnohorská 16, příspěvková organizace (web)
  - MŠ Fibichova
  - MŠ Javorová
  - MŠ Kpt. Jaroše
  - MŠ Krušnohorská
  - MŠ Mládežnická
  - MŠ Sedlec
  - MŠ Truhlářská
  - MŠ Vilová
  - MŠ Dvořákova
- Základní škola a mateřská škola při zdravotnických zařízeních Karlovy Vary, příspěvková organizace (web) pracuje v prostorách při Karlovarské krajské nemocnici. Jejím cílem je usnadnění adaptace a snaha zpříjemnit pobyt dítěte v nemocnici.[3]

### Soukromé MŠ
- Mateřská škola Moudré hraní, o.p.s. (web)
- Soukromá mateřská škola Benedikt s.r.o. https://msbenedikt.cz/[4]
- Waldorfská základní škola a mateřská škola Wlaštovka Karlovy Vary o.p.s. (web)
- Základní škola, mateřská škola a dětské jesle Moudrá sova s.r.o. (web)

## Základní školy

### Veřejné ZŠ
- Základní škola Dukelských hrdinů Karlovy Vary, Moskevská 25, příspěvková organizace (web)
- Základní škola Jana Amose Komenského, Karlovy Vary, Kollárova 19, příspěvková organizace (web)
- Základní škola jazyků Karlovy Vary, příspěvková organizace (web)
- Základní škola Karlovy Vary, 1. máje 1, příspěvková organizace (web)
- Základní škola Karlovy Vary, Konečná 25, příspěvková organizace (web)
- Základní škola Karlovy Vary, Krušnohorská 11, příspěvková organizace (web Archivováno 15. 8. 2019 na Wayback Machine.)
- Základní škola Karlovy Vary, Poštovní 19, příspěvková organizace (web)
- Základní škola Karlovy Vary, Truhlářská 19, příspěvková organizace (web)
- Základní škola pro žáky se specifickými poruchami učení Karlovy Vary, příspěvková organizace (web)
- Základní škola a Základní umělecká škola Karlovy Vary, Šmeralova 336/15, příspěvková organizace (web)
- Základní škola a mateřská škola při zdravotnických zařízeních Karlovy Vary, příspěvková organizace (web) pracuje v prostorách při Karlovarské krajské nemocnici. Jejím cílem je usnadnění adaptace a snaha zpříjemnit pobyt dítěte v nemocnici.[3]
- Základní škola a střední škola Karlovy Vary, příspěvková organizace (web)

### Soukromé základní školy
- Waldorfská základní škola a mateřská škola Wlaštovka Karlovy Vary o.p.s. (web)
- Základní škola, mateřská škola a dětské jesle Moudrá sova s.r.o. (web)

### Základní umělecké školy
- Základní škola a Základní umělecká škola Karlovy Vary, Šmeralova 336/15, příspěvková organizace (web)
- Základní umělecká škola Antonína Dvořáka, Karlovy Vary, Šmeralova 32, příspěvková organizace (web)

## Střední školy

### Veřejné střední školy
- První české gymnázium v Karlových Varech, příspěvková organizace (web)
- Střední pedagogická škola, gymnázium a vyšší odborná škola Karlovy Vary, příspěvková organizace (web)
- Obchodní akademie, vyšší odborná škola cestovního ruchu a jazyková škola s právem státní jazykové zkoušky Karlovy Vary, příspěvková organizace (web Archivováno 15. 8. 2019 na Wayback Machine.)
- Střední zdravotnická škola a vyšší odborná škola zdravotnická Karlovy Vary, příspěvková organizace (web)
- Střední odborná škola stavební Karlovy Vary, příspěvková organizace (web)
- Střední škola stravování a služeb Karlovy Vary, příspěvková organizace (web)
- Střední uměleckoprůmyslová škola Karlovy Vary, příspěvková organizace (web)
- Základní škola a střední škola Karlovy Vary, příspěvková organizace (web)

### Soukromé střední školy
- Soukromá obchodní akademie Podnikatel, spol. s r.o. (web)
- Střední odborná škola Karlovy Vary, s.r.o. (web)
- TRIVIS - Střední škola veřejnoprávní Karlovy Vary, s.r.o. (web)

## Vyšší odborné školy
- Obchodní akademie, vyšší odborná škola cestovního ruchu a jazyková škola s právem státní jazykové zkoušky Karlovy Vary, příspěvková organizace (web Archivováno 15. 8. 2019 na Wayback Machine.)
- Střední pedagogická škola, gymnázium a VOŠ Karlovy Vary, příspěvková organizace (web)
- Střední zdravotnická škola a vyšší odborná škola zdravotnická Karlovy Vary, příspěvková organizace (web)

## Vysoké školy

### Distanční střediska
- Vysoká škola finanční a správní (web)
- Fakulta životního prostředí České zemědělské univerzity v Praze (web)

## Ostatní organizace
- Carlsbad International School (web Archivováno 9. 9. 2019 na Wayback Machine.)
- Domov mládeže a školní jídelna Karlovy Vary, příspěvková organizace (web)
- Dům dětí a mládeže Karlovy Vary, Čankovská 9, příspěvková organizace (web)
- Středisko praktického vyučování GRANDHOTEL PUPP o.p.s. (web)
- Pedagogicko-psychologická poradna Karlovy Vary, příspěvková organizace (web)